# Трибо
Трибо (укр. Трібо) — украинская компания, занимающаяся производством тормозных систем и фрикционных материалов. Один из крупных восточноевропейских производителей отрасли.
Производственные мощности расположены на Украине, в Казахстане, Белоруссии, Чехии.

## История
1 июля 1979 года состоялся запуск первой линии АП «Белоцерковский завод АТИ». В 1996 году, в результате обязательной приватизации, на смену АП «Белоцерковский завод АТИ» пришло ОАО «Трибо».
В 2005 году «Трибо» основала филиал в Казахстане, где было налажено производство тормозных колодок с казахстанской составляющей до 79 %.
В 2013 на территории завода «Трибо» в Белой Церкви состоялось открытие испытательных лабораторий «Tribo R&D» и «Eurotest». Одновременно был запущен цех по изготовлению оснастки «Тrіbо tools».
В 2017 году «Трибо», совместно с компанией «БелАЗ», запустили новый завод «БелТрибо» по производству тормозных колодок, дисков и накладок в городе Старые Дороги (Белоруссия).
В 2018 году СООО "БелТрибо" официально начали поставки тормозных колодок на конвейер БЕЛАЗ.
В 2018 году компания наладила производство стальной проволоки и фибры.